# Dawidy (województwo warmińsko-mazurskie)
Dawidy – wieś w Polsce położona w województwie warmińsko-mazurskim, w powiecie elbląskim, w gminie Pasłęk przy drodze wojewódzkiej nr 505. Wieś wchodzi w skład sołectwa Stegny.
W latach 1975–1998 miejscowość administracyjnie należała do województwa elbląskiego.
Inne miejscowości o nazwie "Dawidy": Dawidy, Dawidów.

## Historia i zabytki
W roku 1663 wdowa po Jerzym Drzewickim sprzedała majątek rodzinie Dohnów. Od tej pory aż do 1945 r. Dawidy należały do klucza dóbr rodu zu Dohna-Schlobitten (Słobity). Początkowo istniał tu jedynie niewielki folwark. 

## Zabytki
Do wojewódzkiego rejestru zabytków wpisane są obiekty:
Dwór o cechach baroku holenderskiego powstał w latach 1730-1731 według projektu Johanna Caspara Hindersina. Budynek dwukondygnacyjny, przykryty dachem mansardowym. Pełnił rolę pałacyku myśliwskiego czego dowodem jest istnienie dwóch wędzarni i wielkiej kuchni na parterze dworu. W XIX w. urządzano w nim wiele ważnych spotkań towarzyskich m.in. gościł tu cesarz Wilhelm II z rodziną. Od 1976 r. pełnił rolę pensjonatu z restauracją. Gościł tu książę Aleksander zu Dohna (ostatni właściciel Słobit). Obecnie pałac odzyskał swoją świetność i pełni funkcje kameralnego pensjonatu. We wrześniu 2020 dwór był bohaterem programu Doroty Szelągowskiej 'Tu jest pięknie' .